# Parafia Matki Bożej Nieustającej Pomocy w New Bedford
Parafia Matki Bożej Nieustającej Pomocy w New Bedford (ang. Our Lady of Perpetual Help Parish) – parafia rzymskokatolicka położona w New Bedford w stanie Massachusetts w Stanach Zjednoczonych.
Jest ona jedną z wielu etnicznych, polonijnych parafii rzymskokatolickich w Nowej Anglii z mszą św. w j. polskim dla polskich imigrantów.
Ustanowiona w 1905 roku. Planowane jest zamknięcie kościoła 30 stycznia 2022 roku.
Parafia została dedykowana Matce Bożej Nieustającej Pomocy. Wspomnienie liturgiczne obchodzone 27 czerwca.
Od 1930 roku, nadzór klerycki nad parafią sprawowali franciszkanie konwentualni.
Parafia została zamknięta 20 stycznia 2022 r.